# Alumbramiento (cortometraje)
Alumbramiento es un cortometraje dirigido por Eduardo Chapero-Jackson estrenado el 29 de junio de 2009 integrado en la trilogía A contraluz junto a los otros dos cortometrajes de Chapero-Jackson. Aborda en tono de drama la noche de la muerte del miembro más longevo de una familia.

## Sinopsis
Sara guía en el momento de la muerte a la mujer más anciana de la familia de Rafa, su marido.

## Reparto
La actriz Mariví Bilbao comentó la dificultad de interpretar a un personaje que se muere y afirmó que se basó en su hermana fallecida meses antes que lo hizo con una sonrisa.

## Recepción
La película fue galardona con el León de Oro al mejor cortometraje y fue preseleccionada para los Premios Oscar.